# Eva Hodanová
Eva Hodanová, född 18 december 1993, är en tjeckisk volleybollspelare (vänsterspiker).
Hodanová spelar i Tjeckiens landslag och deltog med dem vid VM 2022, liksom vid EM 2013, 2015, 2021 och 2023. Hon har också spelat med dem i European Volleyball League sedan 2018. På juniornivå spelade hon vid U19-EM 2010. På klubbnivå har hon spelat med klubbar i Tjeckien och Tyskland.